# Listove
Listove (en (ucraïnès): Листове, en rus: Листовое, Listovoie) és un poble de la República Autònoma de Crimea a Ucraïna, que el 2014 tenia 301 habitants. Pertany al districte rural de Saki.